# 川村智治郎
川村 智治郎（かわむら としじろう、1906年3月7日 - 2003年1月27日）は、両生類の研究者。第3代広島大学学長。

## 経歴
滋賀県生まれ。（旧制）広島文理科大学に進学、広島文理科大学時代の指導教官は阿部余四男教授で、卒業論文はウズラに関する内容であった。1933年（昭和8年）に同大学を卒業後、同大学助手・講師、京都帝国大学講師、広島文理科大学助教授を務めた。
1935年（昭和10年）9月から翌年3月までの半年間、広島高等師範学校の動物の授業を担当した。
1947年（昭和22年）12月6日、広島県内に昭和天皇の戦後巡幸があった際には、厳島に宿泊していた昭和天皇に召し出されて「両生類における実験発生学的研究」について奏上する機会を得た。
1951年（昭和26年）より広島大学教授、1966年（昭和41年）より広島大学学長、1969年（昭和44年）より広島大学名誉教授。1950年日本遺伝学会賞受賞。

## 業績
両生類研究者でカエルの染色体の分析研究を行った。広島大学附属両生類研究所所長で、数多くの研究者を育成した。